# Phyllidiella meandrina
Phyllidiella meandrina is een slakkensoort uit de familie van de Phyllidiidae. De wetenschappelijke naam van de soort is voor het eerst geldig gepubliceerd in 1957 door van Pruvot-Fol.